# Dan Bolender
 (décembre 2021).
Si vous disposez d'ouvrages ou d'articles de référence ou si vous connaissez des sites web de qualité traitant du thème abordé ici, merci de compléter l'article en donnant les références utiles à sa vérifiabilité et en les liant à la section « Notes et références ».
Dan Bolender,  né le 18 janvier 1966 à Paris, est un producteur de télévision et humoriste français.

## Biographie
Dan Bolender commence sa carrière comme animateur à la grande époque des radios libres en 1981. Il travaille pour Radio Show et Kiss FM.
En 1987, il intègre l’équipe de Christophe Dechavanne comme assistant à la programmation dans l’émission Panique sur le 16 sur TF1, puis comme journaliste dans l’émission Ciel mon mardi. Lors de son premier reportage effectué aux 7 d’or, il se fait gifler par Gilbert Bécaud qui n’avait pas apprécié ses questions pièges. Cette gifle sera le commencement d’une longue série d’impostures.
Il travaille également comme auteur pour différentes émissions : Vidéo Gag, Les Enfants de la télé, etc.
Il monte sa propre société de production en 1996 : Bolid Productions.
Il devient également, en 2012, le cogérant du BO Théâtre, boulevard Saint-Martin à Paris.

## Télévision

### Chroniques
Dan Bolender produit des chroniques pour différentes émissions — Sacrée Soirée (TF1), Méfiez-vous des blondes (TF1), Morning (M6), Les Niouzes (TF1), Farce Attaque (France 2), Les Petites Canailles (TF1), Les Rois du rire (France 2), On a tout essayé (France 2, 600 caméras cachées produites durant cinq ans) —, chroniques dont Bolid Productions détient les droits désormais.  

### Productions exécutives
- Les Nous C Nous ;
- France 2 : Afrique Presse ;
- RFI Productions déléguées : Kméra Kchée ;
- KD2A – France 2 : Défis Dingues ;
- Télétoon + (coproduction avec Bonaf Company) ;
- Films institutionnels, captations et caméras cachées d’entreprises : Alti, Opel, Cisco, LebonMarché, Continent, Seat, Alcatel, Total, Loréal, Sogéti, Terres Neuves, Rockwell, Rexel, Axway, EDF/GDF, etc.

### Publicités
- Plantafin, Signal, Sanogyl Système.

## Radio
- RTL2
- Rire et Chansons
- Spectacle de Bonaf (coproduction avec Bonaf Company).

En mai 2012, Dan Bolender crée avec Bonaf le Théâtre BO St Martin.

## Vidéographie
- 2003 : J'ai testé pour vous - France Télévisions Distribution